# Lepadichthys minor
Lepadichthys minor är en fiskart som beskrevs av Briggs, 1955. Lepadichthys minor ingår i släktet Lepadichthys och familjen dubbelsugarfiskar. Inga underarter finns listade i Catalogue of Life.